# Univers de Final Fantasy VII
L'histoire de Final Fantasy VII, jeu vidéo de rôle de Square Co., se déroule sur une planète nommée rétroactivement Gaïa, en référence directe aux théories Gaïa selon lesquelles une planète fonctionne comme un organisme vivant.
Formée de trois grands continents, Gaïa est dominée et gouvernée de facto par une puissante entreprise, la Shinra, basée à Midgar, ville de style cyberpunk. Autrefois dominé par un autre peuple, les Cetras, la planète a une histoire relatée jusqu'à 2 000 ans avant les évènements du jeu principal. Divers éléments surnaturels sont également présents dans cet univers, notamment les matérias permettant de faire de la magie.

## Géographie
Le monde de Final Fantasy VII peut être divisé en quatre grands ensembles :

### Continent Est
On y trouve :
- le village de Kalm, aux maisons construites en colombage ;
- le village de Healen, dans les montagnes entre Kalm et la ferme de Chocobos. (vu dans Final Fantasy VII: Advent Children) ;
- la ferme aux chocobos, qui ressemble à un hangar à l'américaine ;
- le Fort Condor, qui porte ce nom en raison de l'aigle géant qui a élu domicile au sommet de la montagne. Cachant un réacteur Mako dans ses profondeurs, il est le siège d'une bataille entre les forces de la ShinRa et les habitants qui veulent protéger les volatiles ;
- la ville militaire de Junon. Située en bord de mer, elle est un grand port qui permet la liaison entre les deux continents via un ferry. Elle abrite également un port sous-marin, un réacteur Mako sous la mer. C'est aussi là que se trouvait le canon géant Sister Ray, avant son transfert à Midgar.

#### Midgar
Midgar, où se trouve le siège principal de la Shinra, est la ville principale de Final Fantasy VII. Elle a la particularité d'être une ville-réacteur, car elle est située précisément au-dessus d'une énorme source de Mako qu'exploite la Shinra, qui y a son siège. Midgar est une ville divisée en 8 secteurs, autrefois des villes, mais dont les noms ont été oubliés. La ville se distingue en deux parties : au centre s'y tient un énorme pilier retenant une plaque à 50 mètres de hauteur où vivent tous les riches de la ville, et sous cette plaque, à même le sol, se situent les taudis de la ville, où la lumière du jour ne perce jamais à cause de la plaque.
Certains de ces secteurs sont présentés dans les différents jeux de la Compilation of Final Fantasy VII :
- Le secteur 1, quartier plutôt riche, où se joue la pièce Loveless ;
- Le secteur 5 est celui des Taudis, où se trouve un marché, un parc pour enfants avec un toboggan et une balançoire, ainsi que l'Église des taudis, seul lieu dans tous les environs de Midgar où il pousse des fleurs, grâce à la Rivière de la Vie ;
- Le secteur 6, considéré comme le quartier chaud : on y trouve le Honey Bee Inn, une maison close, ainsi que la demeure de Don Corneo, le parrain local, autour du Wall Market ;
- Le secteur 7 comporte un quartier construit près de la casse des anciens trains de la ShinRa, appelé le Cimetière des trains. Dans le quartier se trouve le Septième Ciel, bar qui sert de repère au groupe AVALANCHE et tenu par Tifa ;
- Le secteur 8 compte notamment la gare centrale de Midgar, qui donne directement devant le réacteur no 1.

Au centre se trouve la tour ShinRa, gigantesque immeuble de 70 étages, siège social de la multinationale et quartier général des Turks, du SOLDAT et de la ShinRa. 
La circulation dans la ville se fait par voiture, pour les habitants les plus aisés, ou par train. Les wagons de celui-ci ne sont accessibles qu'à certaines personnes (les plus confortables aux personnes les plus riches) et le contrôle se fait par un système de vérification d'identité, activé à des points de contrôle au passage d'un secteur à l'autre de la ville et vérifiant le casier judiciaire des passagers.
Elle ressemble beaucoup à Zalem, la ville de Gunnm, mais aussi, dans son fonctionnement, à la cité du film Metropolis.
Midgar est vraisemblablement tirée de la terre des hommes, Midgard dans la mythologie nordique.
La ville sera détruite à la fin de Final Fantasy VII, et ses ruines serviront à la construction de la ville de Edge.

### Continent Ouest
Le joueur peut accéder pour la première fois au continent Ouest après un voyage en bateau depuis Junon. 
- la station balnéaire de Costa del Sol,
- Corel est un village minier dont est originaire Barret. L'économie du village tournait autour de l'exploitation du charbon avant l'arrivée quasi miraculeuse de la ShinRa et la Mako. À la suite d'un incident dont les villageois furent déclarés responsables, le village fut incendié et mis à sac par la ShinRa, puis abandonné
- le Gold Saucer est un casino et parc d'attraction auquel on accède par téléphérique,
- le village de Gongaga dont est originaire Zack Fair, dévasté à la suite de l'explosion du réacteur Mako voisin.
- Cosmo Canyon, d'où est originaire Rouge XIII. La tribu qui habite le canyon vit en harmonie avec la nature et prête une grande attention au bien-être de la planète[3]. La ville dispose d'un observatoire astronomique qui sert de centre de recherche pour ceux qui souhaitent participer à une philosophie connue sous le nom d'« étude de la vie de la planète », qui s'intéresse au mode de vie des habitants de Gaïa et encourage une plus grande révérence envers la nature, et la planète. La spiritualité des lieux, ainsi que le teint de peau des habitants, rouge, rappelle la culture amérindienne.
- Nibelheim est la ville natale de Cloud et de Tifa. Village tranquille au pied du mont Nibel, il ne vaut que par son réacteur, au sommet de la montagne, et par le manoir ShinRa, une grande demeure appartenant à la grande société, et utilisée comme laboratoire secret pour les expériences du Département scientifique et lieu de stockage d'archives.
- le Village Fusée, où le joueur rencontre Cid Highwind. Cet homme devait piloter la ShinRa 26, fusée née d'un financement de la ShinRa pour un projet d'exploration spatiale. Le projet ayant avorté, la fusée est restée à terre, et penche de plus en plus. L'allure de la ville, hormis la fusée gigantesque, rappelle les maisons de l'Angleterre victorienne.

### Continent Nord
Le continent nord, presque entièrement recouvert de glace. Les lieux notables sont :
- le cratère antique de Jénova, couramment appelé le Cratère Nord ;
- le Village des Ossements, où des archéologues recherchent la Harpe lunaire ;
- le Village Glaçon, au pied des montagnes encerclant le Cratère Nord ;
- l'ancienne capitale des Cetras ;
- le village abandonné de Modeoheim (dans Crisis Core).

### Îles diverses
D'autres lieux importants sont situés en dehors des trois principaux continents, le joueur y accède grâce à l'airship ou à certains chocobos.
- Utai est une ville sur une grande île à l'extrême-ouest du monde. Elle fut le siège d'une longue guerre gagnée par le Soldat et la ShinRa (vécue dans Before Crisis et Crisis Core). Dirigée par Godo, cette ville est la terre d'origine de Yuffie.

Son architecture, sa culture et son histoire rappellent fortement l'Asie, notamment la Chine, le Japon et le Viêt Nam.
- Mideel sur une île au sud-est du monde. Sur cette île affleure la Rivière de la vie.
- le temple des Anciens, lieu mystique qui abrite la Matéria noire. Son aspect et ses couloirs labyrinthiques sont directement inspirés des pyramides mayas.

### Zones secrètes
Il existe différentes zones secrètes sur la carte du monde dans lesquelles il est possible de réaliser des quêtes annexes. On y trouve notamment :
- Les grottes à Matéria : réparties sur divers points de la carte du monde, on ne peut y accéder qu'avec l'aide de chocobos. On y trouve des Matérias rares ou uniques au monde.
- La caverne de Lucrécia : sur le Continent Ouest, on peut voir une cascade débouchant sur un petit lac. Cet endroit est inaccessible à moins d'avoir le chocobo approprié. On peut également y arriver par une sorte de tunnel sous-marin. En y allant avec Vincent, on fait la rencontre de Lucrécia. Cela permet d'en apprendre plus sur Vincent et sur Sephiroth par une série de flashbacks, mais également de récupérer des objets importants pour Vincent.
- L'Île du Cactus : invisible sur la carte du monde, elle se situe au sud du Continent Ouest.
- L'Île ronde : également invisible sur la carte, elle se trouve au Nord-Est du monde et comprend une grotte à Matéria.
- La Forêt Ancienne : elle se trouve dans la Zone de Cosmo mais n'est accessible qu'après avoir détruit Dernière Arme. Elle regorge d'énigmes, d'objets et de Matérias.
- L'avion coulé de type Gelnika : il s'agit de l'épave sous-marine d'un avion de la Shinra. On y accède avec le sous-marin et il contient des objets importants.
- La maison du vieil homme : près de Midgar se trouve une grotte dans laquelle se trouve un vieil homme endormi qui donne au joueur le nombre de combats qu'il a livrés. Cet homme fait partie de la quête à réaliser pour obtenir la dernière limite d'Aeris.
- La maison du Chocobo Sage : Elle se trouve au milieu des montagnes du Continent Nord. On peut y trouver un Chocobo ainsi qu'une Matéria.
- Le vendeur d'armes : il se situe à l'Est de Gongaga, près de la mer. Il aiguille Cloud et ses amis lorsqu'ils sont à la recherche de la Clé de Pierre et il fait également partie de la quête destinant à acquérir la dernière limite d'Aéris.

## Peuples et races
Les races suivantes apparaissent dans Final Fantasy VII : 
- Les Cetras sont aussi appelés les Anciens. Ce sont des êtres humanoïdes légendaires presque disparus. Sages, ils peuplaient le monde autrefois et avaient la faculté de parler avec l’esprit de la Planète. Lors de l’apparition de Jénova, ils ont tenté de le combattre, mais en vain, et ont disparu de la surface du monde. Seuls les vestiges de la Cité ancienne témoignent de leur présence sur la planète. Les deux derniers Anciens connus sont Aeris Gainsborough et sa mère, Ifalna. Le jeu Before Crisis présente aussi Elfe, leader d'Avalanche, comme une Ancienne.

- La Race du Canyon Cosmo est une race quadrupède, ressemblant à un mélange de plusieurs races félines. Les représentants de cette espèce sont doués de parole, possèdent une grande intelligence et ont une espérance de vie très longue (un individu âgé de 45 ans correspond à un humain de 16 ans). On ne verra que quelques individus de cette race : Nanaki, (rebaptisé Rouge XIII par Hojo), son père Seto (sous la forme d’une statue, pétrifié par les Gi) et ceux qui semblent être les enfants de Nanaki dans la cinématique de fin, bien qu’il ait été dit dans le jeu que celui-ci était le dernier survivant de son espèce.

## Organisation

### SOLDAT
SOLDAT (SOLDIER en anglais) est une organisation militaire fictive apparaissant dans différents épisodes de Compilation of Final Fantasy VII. Elle compte dans ses rangs des combattants ayant gagné des capacités surhumaines grâce à une forte exposition à de l'énergie Mako. L'organisation est une force armée dirigée par ShinRa. Elle reçoit des ordres de mission pour s'occuper de la sécurité des habitants de Gaïa. L'organisation a joué un rôle décisif durant la guerre de Utai, où Sephiroth s'est illustré par ses faits d'armes.
Direction
Dans Crisis Core: Final Fantasy VII, elle est dirigée par Lazard Deusericus, avant de passer sous le contrôle de Heidegger.
Membres célèbres
Seuls des membres du SOLDAT Première classe sont connus dans l'univers de Final Fantasy VII.
- Sephiroth : le plus connu et le plus puissant membre du SOLDAT, légendaire. Il fut à l'origine de l'invocation du Météore.
- Angeal Hewley
- Génésis Rhapsodos
- Zack Fair

Le cas de Cloud Strife est à part : à la suite des événements de Nibelheim, ses souvenirs ont été altérés, et il se prétend SOLDAT Première classe, alors qu'il n'en a jamais fait partie, ayant échoué aux tests d'entrée.

## Histoire
Les calendriers des différents jeux placent les premières traces de civilisation en l'an 0. Un calendrier apparaît dans le jeu Before Crisis, qui permet de situer chacun des événements avec plus ou moins de précision.

### Premiers temps

#### Cetras
Les Cetras sont un ancien peuple ayant dominé Gaïa. À l’époque du jeu, on les croit disparus depuis longtemps. Selon la légende, ils viendraient d’un autre endroit de l'univers, à la recherche de la « Terre Promise ». Certains semblent être repartis en voyage, d'autres sont restés. Mais leur savoir et certains de leurs pouvoirs sont encore présents, et constituent la mémoire des temps anciens, qui permettra au joueur de comprendre plusieurs évènements du jeu, comme le réveil des Armes ou la nature de Jénova.
En effet, plus de 2 000 ans avant le début du jeu, une comète serait tombée du ciel. Les Cetras présents sur Gaïa y voyant un message céleste, ils se rendent au cratère formé par l’impact du météore sur la planète. Ils y découvrent une forme de vie inconnue, qu’ils accueillent avec honneur. Par force de persuasion et de manipulation, la créature obtient le respect des Cetras, jusqu’à ce qu'elle révèle sa vraie nature de fléau en instillant un virus qui décime le peuple des Anciens. La planète, par prudence et par peur d’une nouvelle attaque, engendre les Armes. Mais ces dernières ne furent pas utiles, car les Cetras survivants scellent la créature dans une strate géologique, qu’ils placent au centre du cratère formé par son apparition.
Les Cetras ont une apparence humaine et sont capables de se reproduire avec les humains, mais on ignore dans quelle mesure ces deux peuples ont des origines communes. Ils ont de grands pouvoirs occultes, et semblent capables de communiquer avec la Rivière de la vie, qui est infusée de la conscience des Cetras morts, procurant ainsi les pouvoirs magiques aux matérias.

### Époque contemporaine
Dans le monde de Final Fantasy VII, il n'y a pas de gouvernement à proprement parler, chaque ville est autonome. Cependant, l'entreprise ShinRa exerce généralement par la force une grande influence sur la population. En tant que plus grande cité de Gaïa et ville abritant le siège de la ShinRa, Midgar est de facto la capitale de Gaïa.

#### L'ère de la ShinRa Electric Power Company
La Shinra Electric Power Company (神羅電気動力株式会社, Shinra Denki Dōryoku Kabushiki-gaisha), ou plus simplement la Shinra Company (神羅カンパニー, Shinra Kanpanī) est une puissante entreprise basée à Midgar, la ville principale de Final Fantasy VII, et qui dirige de facto le monde par son influence et son armée. Au départ spécialisée dans la recherche dans l'industrie lourde et le développement de sources d'énergie, la découverte de l'énergie Mako le 23 septembre 1959 la pousse à se développer en exploitant cette énergie à partir de réacteurs construits un peu partout dans le monde. Le premier en date est celui du mont Nibel, mis en marche le 19 août 1968. Le 24 juin 1976, Midgar est construite par et pour la ShinRa, qui y établit son QG. Désormais dirigée par un conseil d'administration, elle assoit son influence sur le monde en le rendant dépendant de l'énergie de ses réacteurs. La ShinRa possède une unité spécialisée dans l'assassinat et le kidnapping, les Turks.

#### Le Projet Jénova
La Shinra est également responsable de nombreuses expérimentations, notamment sur les humains, l'énergie Mako et les cellules de Jénova, organisme vieux de 2 000 ans, retrouvé dans une calotte glaciaire. Cet organisme a été trouvé en 1977 par l'équipe du professeur Gast, éminent scientifique qui découvrit comment exploiter la Mako. Il parvient à faire ramener à Midgar le corps parasite qu'il a découvert congelé dans une strate géologique, qu'il baptise Jénova. La ShinRa accepte que ce corps soit étudié, mais le transfère dans les sous-sols du manoir ShinRa à Nibelheim, où Gast, Hojo et Lucrécia Crescent se consacrent à leurs expériences sur le parasite. Afin d'assurer leur sécurité, Vincent Valentine, une jeune recrue des Turks, les accompagne.
Le projet tourne mal : Gast prend la fuite devant les expériences de Hojo, qui devient seul maître à bord, et qui va jusqu'à injecter des cellules de Jénova dans le fœtus de son futur enfant, qu'attend Lucrécia. Vincent, tombé amoureux de la jeune femme, tente d'arrêter le scientifique, qui lui tire une balle en plein cœur. Vincent devient un sujet d'expérience pour la substance G, découverte par Lucrécia, qui meurt peu de temps après en donnant naissance à un garçon, que Hojo nomme Sephiroth et qu'il imagine déjà menant une armée qu'il a en projet : le SOLDAT.
Quant à Gast, il a rencontré l'une des dernières descendantes des Cetras, Ifalna, avec qui il fuit la ShinRa en se cachant au Village Glaçon et vivra heureux jusqu'au 27 février 1985, 20 jours après la naissance de leur fille Aeris, quand Hojo et la ShinRa le retrouveront et le tueront alors qu'il voulait protéger sa compagne et sa fille.

#### La guerre d'Utaï
En 1991, la ShinRa a pris le contrôle quasi total de la planète, et convainc ou contraint la population d'utiliser l'énergie Mako. Seul le continent d'Utaï, à l'ouest, et son dirigeant, Godo Kisaragi, s'y opposent farouchement. L'utilisation de l'énergie de la Nature est à l'encontre des préceptes de ses ancêtres, et en conséquence, il refuse l'usage des armes à feu, des machines et des réacteurs, et fait utiliser avec parcimonie la magie. Après quelques tentatives infructueuses de mise au pas, le président ShinRa, furieux, déclare la guerre au pays d'Utaï le 20 octobre 1991. Une campagne de propagande massive est lancée à travers les continents, surtout à Midgar.
C'est pendant cette période qu'Aeris sera recueillie par Elmyra Gainsborough et développera ses talents d'Ancien, découvrant ainsi à distance la mort du mari d'Elmyra au front d'Utaï. C'est également pendant la guerre que la mère de Tifa mourut, entraînant sa fugue dans le mont Nibel et donnant ainsi les débuts de la relation entre elle et Cloud, et que ce dernier décidera de s'engager dans le SOLDAT.

#### La naissance d'Avalanche
La guerre d'Utaï dura 10 ans, laissant le pays très affaibli. Les tensions populaires apparaissent, pour ou contre la ShinRa et son hégémonie totale. Un mouvement de rébellion, Avalanche, naît alors, mené par Elfe, une femme forte et sans pitié, Shears, un colosse, et Fuhito, un génie de la science.
En février 2001, un attentat a lieu dans le secteur 8 de la ShinRa. Les Turks enquêtent, et vont jusqu'à Junon, où ils évitent un attentat visant à tirer du canon de Junon vers Midgar. Elfe se fait ainsi connaître pour avoir tenu tête à Sephiroth. Plus tard, Elfe et Fuhito parviennent à obtenir des informations sur les expériences de Hojo, et projettent de l'enlever. Mais pour l'heure, ils se contentent de coups d'éclat, et réussiront, le 23 juin, à faire libérer des recrues enrôlées de force dans le SOLDAT à Costa del Sol. Furieux, le président et son fils en viennent à penser à la présence d'un traître chez les Turks.
Alors qu'ils enquêtent sur la disparition de deux SOLDAT, Essai et Sébastian, les Turks découvrent le pouvoir de Fuhito et ses Ravens, des monstres à ses ordres. La base d'Avalanche est peut-être trouvée. Grâce à la présence de Zack, ils découvrent que Fuhito tentent de faire des SOLDAT ses sujets, mais la base est piégée, et Essai et Sebastian meurent dans l'explosion. Devant ce fiasco, Veld, leader des Turks, est renvoyé au profit de Tseng, et les Turks sont placés sous contrôle de Heidegger. Peu de temps après, Hojo se fait enlever par les trois meneurs d'Avalanche. Les Turks et le SOLDAT sont mis en échec.

#### Sephiroth
Pendant ce temps, le SOLDAT connaît une grande crise. Lors de manœuvres contre les dernières forces d'Utaï, Angeal et Génésis, deux Première classe du SOLDAT, désertent. Zack et Sephiroth enquêtent chacun de leur côté sur le projet G, un projet mené par Hollander sur la création du parfait SOLDAT, dont Génésis est un essai raté, et Angeal est le succès. Des créatures nommées « répliques », nés de la fusion de cellules des deux SOLDAT et de monstres, apparaissent un peu partout, et Zack est chargé de les tuer.
C'est dans ce contexte de crise que Sephiroth, Zack et Cloud sont envoyés au réacteur Mako du mont Nibel, le 21 septembre 2002. Des répliques sont apparues là-bas. Après une découverte bouleversante pour Sephiroth à propos de sa naissance, celui-ci s'enferme dans les caves du manoir ShinRa et lit l'intégralité des notes de Gast et Hojo en une semaine, sans s'arrêter, et Zack n'y peut rien. Découvrant le projet S dont il est le fruit, la folie s'empare de lui. Il déclenche l'incendie qui ravage Nibelheim, avant de partir au réacteur pour emmener Jénova avec lui. Il sera stoppé par Zack, puis Cloud qui parviendra miraculeusement à lui tenir tête, mais les deux hommes seront grièvement blessés. Cloud jettera Sephiroth dans les profondeurs du réacteur avec la tête de Jénova.
Zack et Cloud seront transférés dans le sous-sol du manoir ShinRa par Hojo pour des expériences, et les Turks reconstruiront le village pour ne laisser aucune trace du désastre.
Le 11 avril 2003 a lieu le fiasco du projet d'exploration spatiale à Rocket Town, alors que Cid décide de sauver Shera plutôt que de réaliser son rêve.

#### Le déclin d'Avalanche
Quelques mois après que les Turks eurent détruit le quartier général d'Avalanche à Utaï, Elfe, la meneuse du groupe de résistance, a montré des signes de maladie et s'est réfugiée dans les montagnes de Corel. C'est là qu'elle rencontre Barret Wallace, à qui elle confie son plan de détruire le réacteur Mako du mont Corel. Les habitants de la région sont d'ailleurs divisés quant à l'existence du réacteur, certains étant encore attachés à l'exploitation des mines de charbon. Barret accepte d'aider Elfe, et le 8 mai 2003, il part avec son ami Dayne pour le Nord. Au courant de l'entretien entre Barret et Elfe et le sachant hors du village, la ShinRa ordonne la destruction des habitations et la mort de tous ses résidents.
De retour au village, Barret et Dayne se font poursuivre par Scarlet et les soldats de la ShinRa. Barret perdra un bras en sauvant son ami, tombé dans un ravin. La plupart des habitants de Corel présents sont morts, sauf entre autres Marlène, la fille de Dayne.
Quelques semaines plus tard, après l'explosion du réacteur Mako de Gongaga, la ShinRa rasera également le village. Devant ces actes, Barret accepte de reprendre le flambeau d'Elfe, pour Marlène.

#### L'invocation de la Bête
Durant l'année 2006, alors que Zack et Cloud parviennent à s'échapper du laboratoire du manoir ShinRa, le président ShinRa se laisse peu à peu convaincre que Veld et les Turks cherchent à le trahir. Mais ceux-ci essaient en fait de sauver Elfe, la fille de Veld, condamnée par une Matéria qui dévore son énergie. Le seul moyen d'arrêter la propagation entraînerait le réveil de Zirconia, ce qui signifierait la fin du monde. Les Turks doivent donc laisser mourir Elfe, et s'occuper de Fuhito, à la tête d'une armée de Ravens et en possession de Matérias de soutien dangereuses. Ils fuient grâce à Shalua Rui, une jeune femme qui leur évite les troupes de Scarlet, mais Veld est capturé.
La date de l'exécution de l'ancien chef des Turks est fixée au 2 octobre 2007, 12 heures. Les Turks mettent au point un plan pour le libérer, mais il sera contrecarré par Fuhito et ses Ravens, qui parviendront à vaincre Shears et à réunir Elfe, les Matérias de soutien et lancer le rituel d'invocation de Zirconia. Mais le monstre sera tué par les Turks, menés par Veld. Fuhito meurt dans l'affrontement.
Après le combat, Tseng annonce la mort de Veld et Elfe, ce qui leur permet de fuir. Le premier Avalanche n'existe plus, mais un second, plus petit, apparait sous la plaque de Midgar.

#### Les retours d'Avalanche et de Sephiroth
Le 9 décembre 2007, le réacteur du secteur 8 de Midgar explose. Cet attentat est orchestré par Avalanche, mené par Barret Wallace. Dans cette tâche, il a recruté Cloud Strife, un mercenaire se disant ex-SOLDAT Première Classe, sur conseil de Tifa Lockhart, la gérante du Septième Ciel, le bistrot du secteur 7 qui sert de repère à Avalanche. Il a été retrouvé quelque temps avant, hagard dans le Cimetière des trains. La ShinRa les retrouve facilement, et parvient à empêcher un nouvel attentat contre le réacteur du secteur 2. En représailles, le président envoie les Turks faire exploser le pilier qui maintient la plaque du secteur 7. Avalanche ne parvient pas à empêcher, et la plaque tombe, faisant plusieurs milliers de morts.
Barret, Cloud et Tifa décident alors d'infiltrer la tour ShinRa pour venger leurs amis, mais également pour libérer Aeris, une jeune vendeuse de fleurs du secteur 5 et la dernière des Anciens. Ils se feront néanmoins capturer et condamner pour l'exemple par le président ShinRa. Mais ils seront mystérieusement libérés alors que le président ShinRa sera tué, empalé par un long sabre. Sephiroth est de retour. Avalanche est encore ébranlé quand Rufus ShinRa reprend le commandement de la société, et annonce une nouvelle ère de terreur pour le monde. Les membres d'Avalanche parviennent à fuir, emmenant Aeris et Rouge XIII, un animal doué de parole, avec eux. Les cinq personnes du groupe quittent alors Midgar pour explorer le monde à la recherche de Sephiroth, alors que la ShinRa lance un nouveau projet : Néo-Midgar, ou une nouvelle mégalopole sur la Terre Promise.
Sephiroth parviendra, grâce au groupe de Cloud, à son but : récupérer la Matéria noire et lancer la Réunion, le retour des cellules de Jénova implantées dans les expériences de la ShinRa, afin d'avoir suffisamment d'énergie en un point pour invoquer le Météore, un astéroïde qui viendra percuter la Planète, laissant un trou béant au centre duquel Sephiroth compte se placer pour assimiler toute la Mako qui viendra guérir la "blessure". Et pour s'assurer que personne ne viendra contrecarrer son plan, Sephiroth a tué Aeris, la dernière des Anciens qui seule pouvait appeler le Sacre avec la Matéria blanche. L'appel du Météore s'est déroulé au Cratère Nord, où Sephiroth se trouvait, emprisonné dans du Mako cristallisé.
En réponse à l'invocation du Météore, la Planète a libéré les Armes (quatre monstres surpuissants) pour se protéger. La ShinRa doit donc trouver un moyen de détruire le Météore tout en se défendant contre les monstres. L'un de ces plans consiste à lancer l'ancienne fusée ShinRa armée de Méga-Matérias vers l'astre, mais Cloud parvient à récupérer la Méga-Matéria avant l'impact, qui ne détruit finalement pas le Météore. La ShinRa fait aussi transférer le canon Sister Ray de Junon vers Midgar pour tirer une charge de Mako vers le Cratère Nord, scellé par une barrière depuis la Réunion. L'opération est un succès, et tue en même temps l'Arme de Diamant, qui a détruit la tour ShinRa.
C'est donc le groupe d'Avalanche qui tue Sephiroth au Cratère Nord. Le Météore sera finalement détruit par l'action conjuguée d'Aeris qui appelle le Sacre depuis la Rivière de la Vie, et la Rivière de la Vie elle-même.

#### Les géostigmates
Deux ans plus tard, la ville de Edge est construite sur les ruines de Midgar. Mais une maladie se répand : les géostigmates, un mal d'origine inconnu. Cloud apprend de la bouche de Rufus ShinRa, encore en vie, que ces marques viennent du fait que Jénova vit encore, dans la Rivière de la Vie, et se débat. Il mentionne également le groupe de Kadaj, autres humains possédant des cellules de Jénova, et l'héritage de Sephiroth.
Ceux-ci invoquent Shin Bahamut sur Edge, et récupèrent la tête de Jénova, pour lancer une nouvelle Réunion. Avalanche se reforme une nouvelle fois pour détruire l'invocation et tuer la réincarnation de Sephiroth. Une fois encore, la Rivière de la Vie vient à la surface pour guérir les géostigmates.

#### Deepground
Un an plus tard, soit trois ans après la destruction du Météore, un groupe de rebelles du nom de Deepground apparaît dans la région de Kalm, où il enlève les enfants en masse. Ils sont aussi à la recherche de Vincent Valentine, qui possède le Chaos. Avec l'aide de Reeve Tuesti et du WRO (World Regeneration Organization), il part sur leurs traces. Son périple le ramène à Nibelheim, où Vincent se remémore peu à peu les expériences de Hojo et son passé avec Lucrécia Crescent.
Avec l'aide de Shelke Rui, une des membres de Deepground qu'il a capturée, Vincent découvre le véritable but de l'organisation secrète : en tuant un grand nombre de personnes pures, ils cherchent à provoquer l'Oméga. La Rivière de la Vie prendrait alors toute l'essence vitale de la planète pour l'envoyer vers une autre planète viable. Le seul moyen de contrer l'Oméga est l'énergie Chaos, qui se trouve à l'intérieur de Vincent depuis qu'il a subi les expériences de Hojo et Lucrécia.
Il découvre également que le responsable de ces événements est Hojo lui-même, qui agissait à la fois depuis la Rivière de la Vie et depuis le système informatique de la ShinRa dans lequel il avait sauvegardé des données virtuelles juste avant de mourir.
Vincent parviendra à empêcher de justesse l'Oméga, en se laissant posséder par l'énergie Chaos.

## Éléments surnaturels
La planète Gaïa est personnifiée par divers éléments :

### Rivière de la vie
Circulant sous la surface de la planète, la Rivière de la vie (appelée « Lifestream » (ライフストリーム, Raifusutorīmu) en anglais et en japonais) est considérée comme l'esprit même de la planète. Représenté par une rivière verte éthérée, cette énergie (appelée "Énergie spirituelle") est formée de toutes les âmes de ceux qui ont autrefois vécu sur la planète. Elle s'apparente à une sorte de conscience collective, on peut y voir des similitudes avec l'oversoul de la philosophie transcendantaliste, le concept hindouiste Atman-Brahman, ou les théories Gaïa. Ici, la notion de Rivière de la vie est identique à la théorie Gaïa développée dans Final Fantasy: The Spirits Within, dans laquelle les êtres vivants (plantes, animaux et êtres humains) reçoivent l'énergie de l'esprit de la planète avant la naissance, puis celle-ci revient à la planète lorsqu'ils meurent. Au cours de la vie d'un organisme, celui-ci acquiert du savoir à partir de ses expériences et ses souvenirs, et quand il meurt, son esprit retourne à l'énergie de la planète, en emportant ses souvenirs. Ces souvenirs forment un surplus d'énergie qui permet à l'esprit de la planète de croître, et le cycle de la vie de continuer.

### Matéria
La Matéria est une forme cristallisée de la mako, obtenue exceptionnellement par formation naturelle, mais le plus souvent grâce aux réacteurs-condensateurs de la Shinra, ressemblant à de petits cristaux de différentes couleurs. Les matérias, porteuses de l'énergie de la planète, confèrent à leur porteur de multiples aptitudes, notamment à utiliser des sorts, invoquer des monstres ou obtenir certaines capacités. Les matérias d'origine naturelle sont de loin les plus puissantes, mais la Shinra développe par ailleurs de la "méga-matéria", alliant tous les pouvoirs d'un même type de matéria, pour en faire une arme exceptionnellement puissante.

### Mako
Énergie de la planète, provenant de la Rivière de la vie. Elle est exploitée par les réacteurs de la Shinra.

### Armes
Dans Final Fantasy VII (et par extension, Compilation of Final Fantasy VII), il y a en tout sept Armes (également orthographié ARMES, ou Weapons en anglais) : Jade, Saphir, Omega, Ultime, Diamant, Émeraude et Rubis. Ces entités ont été créées par la planète pour se défendre face à la menace de Jénova (à l'exception d'Omega). Après que les Cetras parviennent à confiner Jénova dans la glace au cratère Nord, elles n'ont plus d'utilité et entrent en phase d'hibernation. Deux mille ans plus tard, alors que Météore est invoqué par Sephiroth, elles se réveillent pour reprendre leur mission : protéger Gaïa des menaces potentielles. Sephiroth se protégera de leurs attaques en créant une barrière magique autour du cratère Nord. Les ARMES, qui voient en l'homme une menace comparable à l'ancien SOLDAT, commencent à persécuter l'humanité.
Seules trois des Armes connues apparaissent dans la version originale japonaise de Final Fantasy VII : Saphir, Diamant, et l'Arme Ultime, même si les Armes Émeraude et Rubis sont brièvement visibles lors d'une cinématique. Ces deux dernières sont en revanche ajoutées en tant que boss supplémentaires dans les versions américaine et européenne (et plus tard dans la version internationale). Une bataille obligatoire contre l'arme Diamant est également ajoutée. 
- L'Arme Diamant apparaît après que l'équipe enclenche le mécanisme de la Cité ancienne et trouve la matéria blanche. Elle émerge de l'océan et menace la ville de Midgar. L'équipe s'interpose, la combat, mais elle continue sa route vers la mégalopole. Finalement, le canon Sister Ray, déplacé à Midgar, la détruit tout en ouvrant la barrière au sommet du Cratère Nord.

- L'Arme Émeraude est un boss facultatif. Après s'être bien préparé, le joueur peut essayer de la vaincre bien qu'elle soit avec l'Arme Rubis la créature la plus forte du jeu (largement au-dessus de Sephiroth au cours du dernier affrontement du jeu). L'Arme Émeraude se déplace au fond de l'océan central. Pour l'affronter, le joueur doit entrer en contact avec elle en empruntant un sous-marin.

- L'Arme Jade est chronologiquement la première créature à être réactivée, à la suite des événements de Final Fantasy VII: Before Crisis.

- L'Arme Omega est réveillée trois ans après la destruction du Météore avec pour objectif de servir d'"arche" pour la vie de la planète. Elle absorbe toute l'énergie vitale de Gaïa pour l'emmener vers une autre planète d'accueil.

- L'Arme Rubis est, avec l'Arme Émeraude, un autre boss facultatif particulièrement puissant. Elle se trouve dans le désert entourant le Gold Saucer, à partir du Disque 3. Le combat s'engage lorsque le joueur la survole avec le Hautvent.

- L'Arme Saphir est détruite par les canons Sister Ray de la Shinra à Junon après que le monstre est sorti de l'océan et a attaqué la ville.

- L'Arme Ultime est une créature sombre entre le dragon et le Centaure. AVALANCHE doit la poursuivre et la combattre à plusieurs reprises, notamment à Mideel mais elle finit par s'envoler. Dans une quête annexe, elle est finalement abattue par le groupe près de Cosmo Canyon.

L'affrontement avec les Armes Émeraude et Rubis n'est pas nécessaire pour accéder à la fin du jeu. En ce sens, on peut dire que la confrontation avec celles-ci s'apparente à une quête annexe. Le jeu Final Fantasy VII a été parmi les premiers à populariser cette technique d'ajout d'ennemis plus forts que le boss final, permettant entre autres de prolonger la durée de vie d'un jeu. Dans Final Fantasy VII, l'écart de puissance entre ces deux boss et le boss final est tel qu'il faut passer de nombreuses heures à entrainer spécifiquement ses personnages (levelling) pour pouvoir espérer les battre. D'autre part, contrairement à de nombreux autres jeux, il n'existe pas d'ennemis dont la force est intermédiaire à la leur par rapport à celle du boss final et qui pourraient servir à l'entrainement. Pour toutes ces raisons, ces deux monstres sont devenus des boss réputés dans le monde du RPG.